# Fulton Street (stacja metra)
Fulton Street – stacja metra nowojorskiego, na linii G. Znajduje się w dzielnicy Brooklyn, w Nowym Jorku i zlokalizowana jest pomiędzy stacjami Clinton–Washington Avenues i Hoyt–Schermerhorn Streets. Została otwarta 1 lipca 1937.